# Günter Kutscha

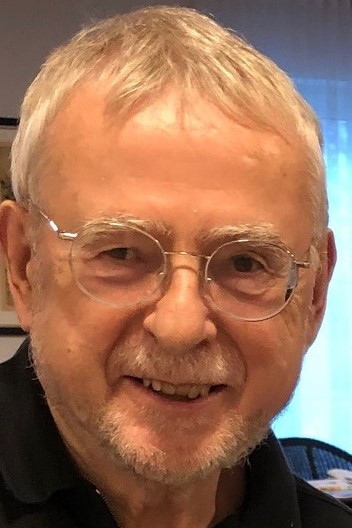
Günter Kutscha, 2020

Günter Kutscha (* 26. September 1943 in Willingen, Kreis Waldeck) ist ein deutscher Berufs- und Wirtschaftspädagoge und emeritierter Professor für Erziehungswissenschaft mit dem Schwerpunkt Berufspädagogik und Berufsbildungsforschung an der Universität Duisburg-Essen. Seine Themenschwerpunkte in Lehre und Forschung sind Berufsbildungstheorie, Berufsbildungspolitik, Curriculumentwicklung und Didaktik der beruflichen und ökonomischen Bildung, Regionale Ausbildungsmarkt- und Übergangsforschung.

## Leben und Wirken
Günter Kutscha wuchs mit seinem Bruder Hans-Jürgen in prekären Lebensverhältnissen auf. Sein Vater Emanuel Kutscha (geb. 1896 in Rudahammer, Kreis Kattowitz) fiel 1944 in der Festung Lorient (Bretagne); seine Mutter Minna Kutscha, geborene Alberts (geb. 1915 in Emden, Ostfriesland) wurde im selben Jahr infolge der Bombardierung ihrer Wohnung (Wilhelmshaven) in ein ostfriesisches Dorf evakuiert, wo sie mit ihren Kindern zehn Jahre in einem Behelfsheim lebte. Kutscha besuchte nach vierjährigem Unterricht in einer einklassigen Volksschule die Realschule (1954–1960) und absolvierte danach eine Berufsausbildung als Bankkaufmann (1960–1962), Anschließend besuchte er ein Wirtschaftsgymnasium (1963–1966) mit Abschluss der Allgemeinen Hochschulreife und einer Empfehlung für die Studienstiftung des deutschen Volkes. Er ist seit 1964 verheiratet und hat drei Töchter. Die beiden jüngeren Geschwister wurden 1994 in São Paulo (Brasilien) adoptiert.
Von 1966 bis 1970 studierte Kutscha an der Johann Wolfgang Goethe-Universität Frankfurt am Main im Studiengang für Diplom-Handelslehrer Wirtschaftswissenschaften, Recht, Soziologie und Wirtschaftspädagogik. Mit finanzieller Unterstützung der Universität konnte er sich am Max-Planck-Institut für Bildungsforschung in Berlin bei Saul B. Robinsohn in das damals in Deutschland neu etablierte Gebiet der Curriculumforschung einarbeiten und auf dieser Grundlage seine Diplomarbeit zur Curriculumentwicklung für ökonomische Bildung erstellen. Der Betreuer dieser Arbeit war Hans Bokelmann, der sich mit seiner viel beachteten Habilitationsschrift „Die ökonomisch-sozialethische Bildung“ für die Leitung des Instituts für Wirtschaftspädagogik an der Universität Frankfurt qualifiziert hatte. Mit Bokelmann wechselte Kutscha im Jahr 1970 ins Institut für Pädagogik an der Westfälischen Wilhelms-Universität Münster (Westf.), wo er als Verwalter der Stelle eines Wissenschaftlichen Assistenten bis 1974 tätig war und nach einem postgraduierten Studium der Erziehungswissenschaft, Soziologie und Volkswirtschaftslehre mit einer Dissertation zur ökonomischen Bildung im Modellversuch Kollegschule des Landes Nordrhein-Westfalen promovierte (1975). Die Studie wurde im Rahmen der Projekttätigkeit Kutschas als Wissenschaftlicher Mitarbeiter dieses Modellversuchs erstellt und von Hans Bokelmann und Herwig Blankertz (Leiter der Wissenschaftlichen Begleitung des Modellversuchs Kollegschule NW) mit „summa cum laude“ bewertet. Eine Kurzfassung der Dissertation erschien als Taschenbuch mit dem Titel „Das politisch-ökonomische Curriculum“.
Kurz nach Erwerb des Doktorgrades wurde Kutscha auf die Professur für Wirtschaftspädagogik an der Ruhr-Universität Bochum berufen (1976). Ein Jahr später übernahm er den Lehrstuhl für Didaktik der Wirtschaftswissenschaften an der neu errichteten Carl von Ossietzky-Universität Oldenburg (1977–1981) und betreute dort den einmalig in der Bundesrepublik Deutschland durchgeführten Studiengang der einphasigen Handelslehrerausbildung (anstelle der herkömmlichen zweiphasig organisierten Trennung von Universitätsstudium und Referendariat). Nach Beendigung dieses Modellversuchs wechselte Kutscha an die Universität-Gesamthochschule Duisburg (1981). Dort baute er das Fachgebiet Berufspädagogik/Berufsbildungsforschung auf, das nach Fusionierung der Universitäten Duisburg und Essen dem Institut für Erziehungswissenschaft in der Fakultät für Bildungswissenschaften am Standort Essen zugeordnet wurde. Nach weiteren nicht angenommenen Berufungen an die Humboldt-Universität Berlin (1991) und an die Universität Hamburg (1996) wurde Kutscha im Jahr 2008 emeritiert. Er blieb weiterhin an der berufs- und wirtschaftspädagogischen und ökonomiedidaktischen Diskussion aktiv beteiligt.

## Forschungsschwerpunkte
Die Forschungsschwerpunkte von Günter Kutscha sind eng mit seiner wissenschaftlichen Laufbahn verknüpft: Während seiner Tätigkeit im Rahmen des Kollegschulversuchs in Nordrhein-Westfalen beschäftigte er sich mit fachdidaktischen Fragen des integrierten Lehrens und Lernens. Insbesondere untersuchte er die Verbindung von Wissenschaftspropädeutik und Berufspragmatik im Ökonomieunterricht doppeltqualifizierender Bildungsgänge im Schwerpunkt Wirtschaftswissenschaften. An der Universität Oldenburg widmete er sich den Problemen des Theorie-Praxis-Verhältnisses in der Ausbildung von Lehrern und Lehrerinnen an kaufmännisch-beruflichen Schulen. Während der 1980er Jahre konzentrierte sich Kutscha an der Gerhard-Mercator-Universität Duisburg auf die Herausforderungen des Arbeits- und Ausbildungsmarkts im Zusammenhang mit dem Strukturwandel dieser Region. Über Duisburg hinaus gehörte die Entwicklung digitaler Berufsbildungsinformationssysteme zum Kernpunkt der von Kutscha initiierten „regionalen Berufsbildungsforschung“. Des Weiteren fanden Kutschas Publikationen Aufmerksamkeit auf Gebieten der empirischen Übergangsforschung (u. a. im Zusammenhang mit Problemen der Eingliederung Auszubildender in die Berufsausbildung), der Berufsbildungspolitik und -planung sowie der berufsbildungstheoretischen Grundlagenforschung.
Beeinflusst durch die Kritische Theorie der Frankfurter Schule, insbesondere durch soziologische Studien bei Jürgen Habermas, plädierte Kutscha in Auseinandersetzung mit kontroversen Positionen der Wirtschaftspädagogik schon bei der Ausarbeitung seiner Dissertation für das Konzept der sozio- und politökonomischen Bildung und für die Abkehr von einer einseitig auf das traditionelle Paradigma ökonomischer Effizienz bezogenen Wirtschaftslehre an allgemeinbildenden und beruflichen Schulen. Diese Position wurde aus seiner Sicht bestätigt durch neuere Krisentendenzen des „demokratischen Kapitalismus“. Spätestens seit Zusammenbruch der Finanzmärkte 2007/2008 sei der Bezug der Wirtschaftsdidaktik auf die Wirtschaftswissenschaften grundlegend in Frage gestellt. Die im Mainstream der an Universitäten etablierten Wirtschaftswissenschaften und im ökonomischen Schulwissen dominierende Lehrmeinung von der Effizienz der Märkte und dem ihr zugrunde liegenden Prinzip ökonomischer Rationalität stieß bei weltweit anerkannten Experten, so beim Nobelpreisträger Joseph Stiglitz, auf scharfe Kritik. Die Finanzkrise und deren verheerende Folgen wurden nach Stiglitz nicht nur als Politikversagen diskreditiert, sondern auch als Versagen der Wirtschaftswissenschaften vor den Herausforderungen der Wirtschaftspolitik und Wirtschaftspraxis diskutiert. Vor diesem Hintergrund konfrontiert Kutscha die Didaktik der Wirtschaftswissenschaften mit der Frage, auf welche Wirtschaftswissenschaften sie sich angesichts deren Divergenz und Defizite fachlich und legitimatorisch beziehen könne. In neueren Publikationen bezieht er sich auf Jeremy Rifkin und dessen Anspruch, das „Finanzkapital“ durch eine neue Wirtschaftsordnung auf der Grundlage des „ökologischen Kapitals“ zu ersetzen. Für die Wirtschaftsdidaktik wäre das eine langfristige Forschungsperspektive, der sich die Berufs- und Wirtschaftspädagogik nach Kutscha im „selbstkritischen Diskurs“ stellen sollte.
Darüber hinaus betont Günter Kutscha in der berufsbildungstheoretischen Diskussion die Relevanz der biografischen Kontingenz. Er verwendet autobiografische Elemente, um zu zeigen, wie persönliche Erfahrungen und zufällige Umweltereignisse den Bildungsweg beeinflussen. Dabei werden die traditionellen Vorstellungen von einem linearen und vorhersehbaren Bildungsweg in Frage gestellt. Dies sei eine zentrale Perspektive, um die Komplexität und Vielfalt individueller Bildungswege verstehen und sie ohne Rückbezug auf einen metaphysischen Subjektbezug bildungstheoretisch reflektieren zu können.

## Mitgliedschaften
- Deutsche Gesellschaft für Erziehungswissenschaft (DGfE), Sektion Berufs- und Wirtschaftspädagogik
- Vereinigung der Professoren und Professorinnen für Berufs- und Wirtschaftspädagogik
- Gesellschaft für sozioökonomische Bildung und Wissenschaft (GSÖBW)

## Publikationen (Auswahl)
- (Hrsg.): Ökonomie an Gymnasien. München 1975.
- Das politisch-ökonomische Curriculum. Wirtschaftsdidaktische Studien zur Reform der Sekundarstufe II. Kronberg/Ts. 1976.
- mit Herwig Blankertz, Josef Derbolav, Adolf Kell (Hrsg.): Enzyklopädie Erziehungswissenschaft, Band 9.1 und 9.2: Sekundarstufe II – Jugendbildung zwischen Schule und Beruf. Stuttgart 1982/1983.
- mit Petra Reif, Walter Weiß: Jugend auf Halde? Studien zur Übergangsproblematik Jugendlicher in der Montanregion Duisburg. Duisburg 1987.
- (Hrsg.): Bildung unter dem Anspruch von Aufklärung. Weinheim-Basel 1989.
- mit Manfred Eckert, Uwe Höfkes: Berufsausbildung und Weiterbildung unter dem Einfluß Neuer Technologien in gewerblich-technischen Berufen. Berichte zur beruflichen Bildung, Heft 160, hrsg. vom Bundesinstitut für Berufsbildung. Berlin-Bonn 1993.
- mit Joachim Klose, Jörg Stender: Berufsausbildung und Weiterbildung unter dem Einfluß Neuer Technologien in kaufmännischen Berufen. Berichte zur beruflichen Bildung, Heft 161, hrsg. vom Bundesinstitut für Berufsbildung. Berlin-Bonn 1993.
- Integriertes Lernen in berufs- und studienbezogenen Bildungsgängen der Sekundarstufe II. Entwicklungen und Konzepte in der Bundesrepublik Deutschland. Paris 1995. Online
- mit Ben Hövels: Berufliche Qualifizierung und Lernende Region. Entwicklungen im deutsch-niederländischen Systemvergleich. Bielefeld 2001. Online
- mit Andreas Besener, Sven Oliver Debie: Probleme der Auszubildenden in der Eingangsphase der Berufsausbildung im Einzelhandel – ProBE. Duisburg 2009. Online
- mit Ulrich Bauer, Axel Bolder, Helmut Bremer, Rolf Dobischat (Hrsg.): Expansive Bildungspolitik – Expansive Bildung? Wiesbaden 2014.
- Subjekt(de)konstruktion und Kontingenz – ein autobiografisch inspirierter Beitrag zum berufsbildungstheoretischen Diskurs. In: bwp@ Spezial 19, 2023: Retrieving and recontextualising VET theory. Hrsg. v. Esmond, B./Ketschau, T. J./Schmees, J. K./Steib, C./Wedekind, V., 1-25. Online